# 横田俊文
横田 俊文（よこた としふみ、Toshifumi Yokota）は、生物医学者、アルバータ大学遺伝医学教授、カナダ医学アカデミー会員。研究テーマは、筋ジストロフィーおよび遺伝性疾患に対する精密医療など。筋ジストロフィーに対する核酸医薬の先駆的な研究で知られ、その研究はFDA承認薬であるビルトラーセンの開発につながった。研究成果は、査読付きの論文や特許として100を超え「Methods in Molecular Biology」シリーズの3冊の本で共同編集者としても貢献している。2023年にカナダ医学アカデミー会員に選出され、多くの学術誌の編集委員としても活動する。カナダ筋ジストロフィー協会の医療科学諮問委員会のメンバーでもあり、OligomicsTxの最高科学責任者（CSO）およびカナダ神経筋ネットワーク（CAN-NMD）の共同設立者。

## 来歴
岩手県盛岡市で生まれ、三重県津市、東京都板橋区、練馬区など複数の都市で育つ。2003年に東京大学にて理学博士号を取得後、インペリアル・カレッジ・ロンドン、日本学術振興会特別研究員。米国立小児医療センター研究員を経て、2011年にアルバータ大学助教授に就任。その後、准教授を経て2019年より同大学教授。現在、アルバータ大学医歯学部の終身教授であり、2011年よりFriends of Garrett Cumming Research & Muscular Dystrophy Canada Endowed Research ChairおよびHenri M. Toupin Chair in Neurological Scienceを務める。2022年、バイオアルバータよりScientific Achievement and Innovation Awardを受賞。2023年カナダ医学アカデミー会員に選出された。

## 主な貢献
横田は、アンチセンス・オリゴヌクレオチドと呼ばれる一本鎖の人工DNA/RNA様分子を神経筋疾患に用いる精密医療と個別化医療に焦点を当てた研究を行っており、エクソンスキッピングの原理を用いた治療可能性を実証した。これは、プレmRNAの スプライシングを調節することによって、エクソンの読み枠を修正し、変異遺伝子の機能を回復させるように設計することが可能であり、デュシェンヌ型筋ジストロフィー（DMD）の重症動物モデルにおいて、ジストロフィンの回復を伴う骨格筋機能の改善を初めて示した。この研究に基づいて、モルフォリノアンチセンスオリゴヌクレオチドであるビルトラーセンが、製薬会社と共同でDMDの治療薬として開発された。ビルトラーセンはその後、日本、カナダ、米国で実施された臨床試験を経て、2020年3月に日本の医薬品医療機器総合機構から、8月に米国の FDAから承認された。横田の研究チームはさらに、複数のアンチセンス・オリゴヌクレオチドを用いて、DMD患者の半数近くに対する治療法の可能性を開発し、ジストロフィー・マウス・モデルで治療効果を実証した。カナダ心臓・脳卒中財団の支援を受け、研究チームはさらにペプチド結合モルフォリノ（PPMO）のカクテルを開発し、ジストロフィー動物モデルの心筋とプルキンエ線維におけるジストロフィンの発現を回復させた。2021年には、様々な遺伝子やエクソンを標的としたエクソンスキッピングに使用できるアンチセンスオリゴヌクレオチドの設計を容易にするために、アンチセンスオリゴヌクレオチドのデータベースを備えた、機械学習を介した無料のオンラインアプリケーションであるeSkip-Finderを発表した。
カナダ保健研究所と筋ジストロフィー・カナダの支援を受け、横田のチームはピーテル・カリス教授と共同で、脂質ナノ粒子を用いた肩甲上腕筋ジストロフィーに対するアンチセンス・オリゴヌクレオチドを介した治療法の開発も行っている。2020年には、顔面肩甲上腕型筋ジストロフィーの治療のためDUX4と呼ばれる毒性遺伝子の発現を遺伝子ノックダウンするギャップマーと呼ばれるアンチセンスオリゴヌクレオチドを開発した。
研究チームは、ジスフェルリン（DYSF）遺伝子におけるエクソン26-27およびエクソン28-29のスキッピングをターゲットとしたエクソンスキッピング治療法も開発しており、これにより患者細胞での膜修復機能を向上させることを示した。この治療法は、全世界でジスフェルリン欠損症の患者の約5〜8％に適用可能とされる。
2022年、横田研究チームは、進行性骨化性線維異形成症の治療のために、変異したmRNAの大部分を選択的にノックダウンするギャップマーを開発した。さらにカナダ保健研究所と 筋ジストロフィー・カナダからの支援を受け、DMDと脊髄性筋萎縮症のマウスモデルを効果的に改善する、DG9-PMOと呼ばれる新規のペプチド結合モルフォリノを開発した。

## 受賞歴
横田はScholarGPS Highly Ranked Scholarとして表彰されている。出版実績、研究の影響力、学術的貢献の質は、過去5年間に筋ジストロフィー分野で世界第1位、オリゴヌクレオチド分野で世界第３位、個別化医療分野で世界第3位にランクされ、高ランク学者の上位0.01パーセントに含まれる。
- 日本学術振興会特別研究員（2003年～2005年）[20]
- 米国国立衛生研究所ルース・L・カーシュテイン国家研究功労賞（2010年）[48]
- The Friends of Garrett Cumming Research & Muscular Dystrophy Canada Endowed Research Chair (2011-)[22][1]
- アンリ・M・トゥーパン・チェア・イン・ニューロロジカル・サイエンス(2011-)[22][1]
- カナダ保健研究所中国・カナダ共同保健研究イニシアティブ賞（2013年）[49]
- バイオアルバータ科学業績・革新賞（2022年）[23]
- カナダ医学アカデミー会員（2023年）[50]
- スタートアップTNTライフサイエンスサミットフィナーレピッチナイト優勝（2024年）[16]
- アルバータ大学イノベーション賞（2024年）[51]

## 患者支援活動
横田は、遺伝性疾患、とりわけ筋ジストロフィーに関する患者支援活動の分野でも大きく貢献している。その取り組みは、研究チームに筋ジストロフィーの影響を受けている人々を積極的に参加させることで、研究のアプローチに現場の貴重な視点を加える形で反映されている。また、この活動は横田の多様性、公平性、包括性（EDI）に対する強いコミットメントとも一致しており、科学的プロセスに多様な視点を取り入れることを目指している。

## 主な出版物
- Yokota T, Lu QL, Partridge T, Kobayashi M, Nakamura A, Takeda S, Hoffman E. Efficacy of morpholino systemic exon-skipping in Duchenne dystrophy dogs. Ann. Neurol., 2009, 65:667-76.
- Echigoya Y, Lim K, Trieu N, Bao B, Miskew B, Vila MC, Novak JS, Hara Y, Lee J, Touznik A, Mamchaoui K, Aoki Y, Takeda S, Nagaraju K, Mouly V, Maruyama R, Duddy W, Yokota T. Quantitative antisense screening and optimization for exon 51 skipping in Duchenne muscular dystrophy. Mol Ther. 2017, 25(11): 2561-2572.
- Echigoya Y, Nakamura A, Aoki Y, Nagata T, Kuraoka M, Urasawa N, Panesar D, Iversen P, Kole R, Maruyama R, Partridge T, Takeda S, Yokota T. Effects of systemic multi-exon skipping with peptide-conjugated morpholinos in the heart of a dog model of Duchenne muscular dystrophy. Proc. Natl. Acad. Sci. U S A., 2017, 114 (16), 4213-4218.
- Lim K, Echigoya Y, Nagata T, Kuraoka M, Kobayashi M, Aoki Y, Partridge T, Maruyama R, Takeda S, Yokota T. Efficacy of multi-exon skipping treatment in Duchenne muscular dystrophy dog model neonates. Mol. Ther. 2019, 27(1): 76-86.
- Echigoya Y, Lim K, Melo D, Bao B, Trieu N, Mizobe Y, Maruyama R, Mamchaoui K, Tanihata J, Aoki Y, Takeda S, Mouly V, Duddy W, Yokota T. Exons 45-55 skipping using mutation-tailored cocktails of antisense morpholinos in the DMD gene. Mol. Ther. 2019, 27(11): 2005-17.
- Lim K, Maruyama R, Echigoya Y, Nguyen Q, Khawaja H, Chandra S, Jones T, Jones P, Chen Y, Yokota T. Inhibition of DUX4 expression with antisense LNA gapmers as a therapy for facioscapulohumeral muscular dystrophy. Proc. Natl. Acad. Sci. U S A. 2020, 117 (28), 16509-16515.
- Lim K, Bittel A, Maruyama R, Echigoya Y, Nguyen Q, Huang Y, Dzierlega, Zhang A, Chen Y, Yokota T. DUX4 transcript knockdown with antisense 2’-O-methoxyethyl gapmers for the treatment of facioscapulohumeral muscular dystrophy. Mol. Ther. 2021, 29(2): 848-58.
- Chiba S, Lim K, Sheri N, Anwar S, Erkut E, Shah A, Aslesh T, Woo S, Sheikh O, Maruyama R, Takano H, Kunitake K, Duddy W, Okuno Y, Aoki Y, Yokota T. eSkip-Finder: a machine learning-based web application and database to identify the optimal sequences of antisense oligonucleotides for exon skipping. Nucleic Acids Res. 2021, 49(W1):W193-W198.
- Lim K, Woo S, Melo D, Huang Y, Dzierlega K, Shah MNA, Aslesh, Roshmi RR, Echigoya Y, Maruyama R, Moulton HM, Yokota T. Development of DG9 peptide-conjugated single- and multi-exon skipping therapies for the treatment of Duchenne muscular dystrophy. Proc. Natl. Acad. Sci. U S A. 2022, 119 (9) e2112546119.
- Aslesh T, Erkut E, Ren J, Lim KRQ, Woo S, Hatlevig S, Moulton HM , Gosgnach S, Greer J , Maruyama R, Yokota T. DG9 peptide-conjugated morpholino rescues phenotype in SMA model mice by reaching the CNS through a single subcutaneous administration. JCI Insight. 2023, e160516.
- Anwar S, Roshmi RR,  Woo S, Haque US, Lee J, Duddy WJ, Bigot A, Maruyama R, Yokota T. Antisense oligonucleotide-mediated exon 27 skipping restores dysferlin function in dysferlinopathy patient-derived muscle cells. Mol Ther Nucleic Acids. 2025, 36(1):102443.